# Niedersächsisches Landesarchiv (Abteilung Aurich)
Die Abteilung Aurich (bis 2013: Staatsarchiv Aurich, bis 2019: Standort Aurich) ist innerhalb des Niedersächsischen Landesarchivs zuständig für das historische Territorium Ostfriesland. Sie übernimmt, verwahrt und unterhält das bei Behörden, Gerichten und anderen Landesstellen entstandene überlieferungswürdige Schriftgut und sichert historisch wichtige Unterlagen aus dem nichtstaatlichen Bereich. Geleitet wird die Behörde von Michael Hermann.

## Geschichte

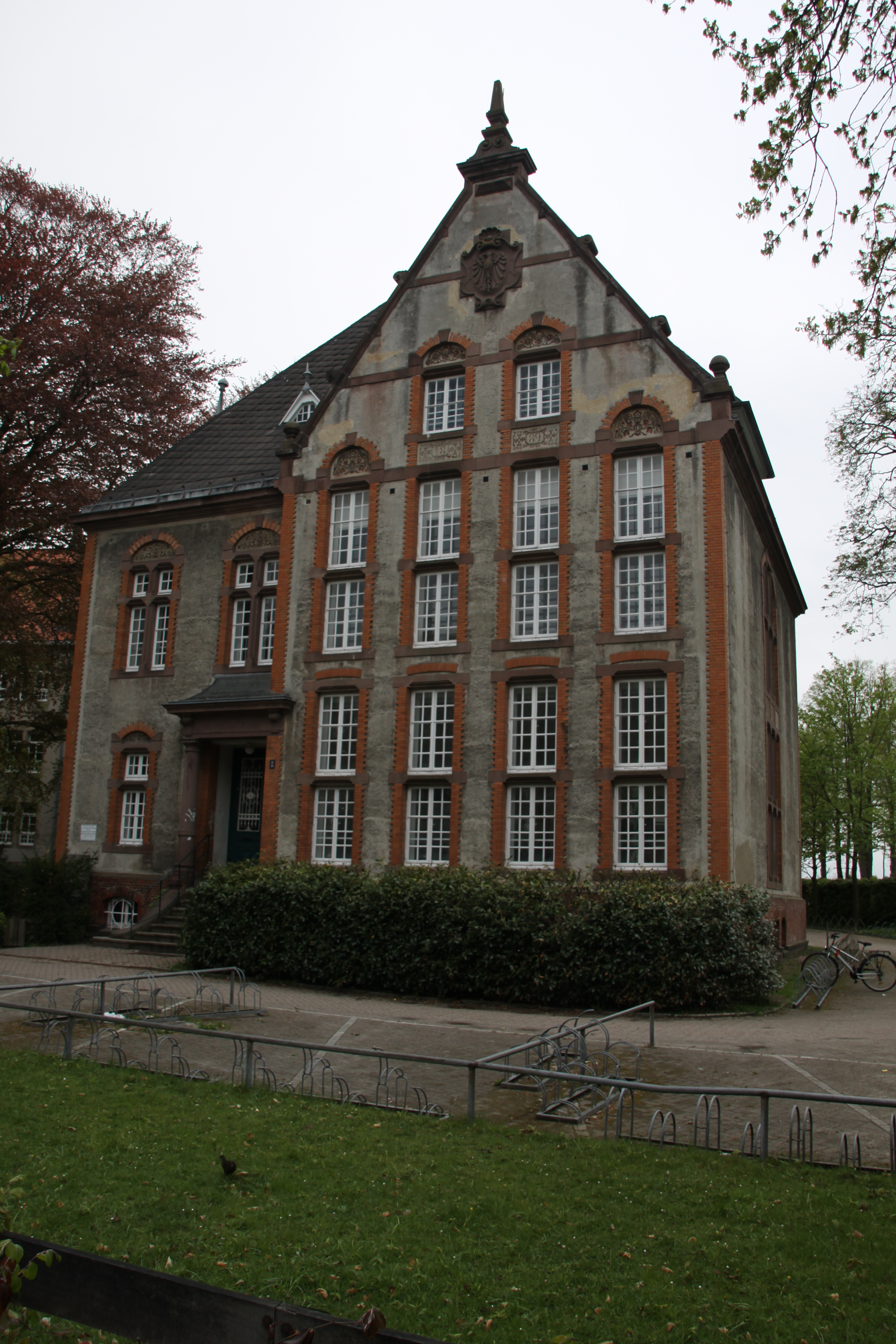
Der erste Archivbau in Aurich. Hier war das ehemalige Staatsarchiv von 1890 bis 1963 untergebracht. Über dem Portal steht der geschwungene Schriftzug Königl. Preuß. Staatsarchiv und im Giebel prangt der Preußische Adler.

Im Jahre 1601 wurde erstmals bei der gräflich-ostfriesischen Regierung in Aurich von einem Archiv gesprochen. Eine eigenständige Fachbehörde wurde das Archiv mit seiner Gründung als Königlich Preußisches Staatsarchiv Aurich am 9. April 1872. Seinen Sitz hatte es zunächst in zwei Räumen des Obergerichts Aurich im Schloss, bis es 1890 einen eigenen Archivzweckbau an der von Jheringstraße beziehen konnte. Dieses alte Gebäude steht noch heute an seinem Platz, ist aber mittlerweile Bestandteil des Gymnasiums Ulricianum und wird für den Kunstunterricht genutzt.
1963 bezog das Staatsarchiv einen neuen Archivbau an der Oldersumer Straße, der durch einen Magazinanbau im Jahre 1985 sowie einen Umbau der Dachgeschosse im Jahre 2000 eine Erweiterung seiner Lagerflächen erfuhr. Mit der Gründung des Landes Niedersachsen 1946 erhielt das Staatsarchiv die Bezeichnung Niedersächsisches Staatsarchiv in Aurich. Nach der Fusion aller niedersächsischen Staatsarchive im Jahre 2005 ist Aurich einer von sieben Standorten des Niedersächsischen Landesarchivs und trug zunächst die Bezeichnung Niedersächsisches Landesarchiv – Staatsarchiv Aurich –, seit 2014 den Namen Niedersächsisches Landesarchiv – Standort Aurich, seit 2019 Niedersächsisches Landesarchiv Abteilung Aurich.

## Zuständigkeit

Karte Ostfrieslands

Die Abteilung Aurich verwahrt Dokumente aus dem Gebiet, das seit dem 15. Jahrhundert eine Grafschaft, später das Fürstentum Ostfriesland inklusive Harlingerland bildete. Dieses Gebiet fiel 1744 an das Königreich Preußen, 1806 an das Königreich Holland, 1810 an das Kaiserreich Frankreich und war von 1813 bis 1815 wieder preußisch. Auf dem Wiener Kongress (1815) wurde es dem Königreich Hannover zugeschlagen und war mit dessen Annexion von 1866 an als Teil der Preußischen Provinz Hannover wiederum preußisch. Innerhalb dieser bildete Ostfriesland in seinen überkommenen Grenzen den Regierungsbezirk Aurich, der auch nach der Gründung des Landes Niedersachsen Bestand hatte.
Von 1978 bis 2004 war Ostfriesland Teil des Regierungsbezirks Weser-Ems, der zum 1. Januar 2005 – wie alle Regierungsbezirke des Landes Niedersachsen – aufgehoben wurde. Die Zuständigkeit des Auricher Archivs erstreckt sich damit – wie bereits in hannoverscher und preußischer Zeit – auf das Gebiet, das bis 1978 dem Regierungsbezirk Aurich entsprach und heute durch die Landkreise Aurich, Leer und Wittmund sowie die kreisfreie Stadt Emden abgedeckt wird.

## Bestände
Der Bestand umfasst mehr als sechs Regalkilometer Archivalien zur ostfriesischen Landes- und Lokalgeschichte der letzten 700 Jahre. Darunter befinden sich etwa 1.300 Urkunden, die älteste stammt aus dem Jahr 1284, über 11.000 Karten und Pläne sowie 2.000 Fotos. Die Dienstbibliothek hält für die Nutzer über 30.000 Titel bereit.
Die Bestände sind in drei Hauptgruppen gegliedert:
1. Die staatlichen Bestände (Reposituren) umfassen Urkunden und Akten der Zentralbehörden, der mittleren und unteren Behördenebene sowie der Gerichte der Grafschaft / des Fürstentums Ostfriesland, der Provinz Ostfriesland des Königreichs Preußen (1744–1808/15), des Départements Ostfriesland / Ems-Oriental (1808–1814), des hannoverschen Landdrosteibezirks Aurich (1815/23–1866) und des preußischen Regierungsbezirks Aurich (1866–1945), des niedersächsischen Regierungsbezirkes Aurich (1945/46–1978) sowie der Landkreise Emden und Weener bis 1932, Norden bis 1978 und der Landkreise Aurich, Leer und Wittmund bis 1945.
2. Die nichtstaatlichen Bestände (Deposita) gliedern sich in Archivgut von Kommunen, z. B. die Stadtarchive von Aurich, Esens und Norden, der Ostfriesischen Landschaft und der ostfriesischen Landkreise nach 1945. Hinzu kommen Unterlagen von Vereinen, Parteien und Verbänden, wirtschaftlichen und sozialen Organisationen, Wirtschaftsunternehmen, Bildungseinrichtungen sowie private Nachlässe und Adelsarchive, darunter das Archiv der Grafen und Fürsten zu Knyphausen und der Familie von Freese.
3. Die Sammlungen umfassen Manuskripte; Siegel / Stempel; eine Bilder-, Film- und Audiosammlung; Karten; Wappen; Plakate; Luftbilder; die Zeitgeschichtliche Sammlung und kleine Erwerbungen.

## Nutzung
Grundsätzlich kann jeder nach den Regelungen des Gesetzes über die Sicherung und Nutzung von Archivgut in Niedersachsen (Niedersächsisches Archivgesetz – NArchG) die Archivalien der Auricher Abteilung nutzen, wobei gegebenenfalls daten- und persönlichkeitsrechtliche Schutzfristen zu beachten sind. Für wissenschaftliche Zwecke kann auf Antrag eine Nutzung vor Ablauf der Schutzfristen von der Archivleitung zugelassen werden.
Benutzer können im Internet auf der Seite der Abteilung oder im Internetportal des Niedersächsischen Landesarchivs in den allermeisten Findbüchern des Auricher Archivs recherchieren. Dieses Angebot wird ständig erweitert. Die Archivalien des Archivs und die Bestände der Dienstbibliothek können in den Dienstgebäuden an der Oldersumer Straße 50 eingesehen werden. Von vielen Unterlagen stehen Mikrofiches und Digitalisate zur Verfügung, die eine schonende Benutzung ermöglichen.

## Projekte
Die Abteilung Aurich des Landesarchivs erstellt gemeinsam mit der Ostfriesischen Landschaft eine Historische Ortsdatenbank für Ostfriesland, in der die Geschichte und Entwicklung aller – bis zu den Gebiets- und Verwaltungsreformen von 1972 – selbständigen Gemeinden mit ihren Nebenorten, Kolonien und Wohnplätzen im Internet präsentiert werden soll.